# Лалин
Лалин (шп. Lalín) град је у Шпанији у аутономној заједници Галисија у покрајини Понтеведра. Према процени из 2017. у граду је живело 20 044 становника.

## Становништво
Према процени, у граду је 2017. живело 20 044 становника.
| 2017.  |
| ------ |
| 20.044 |